# Melica
Melica es un género de plantas herbáceas perteneciente a la familia de las poáceas. Es originaria del norte templado, Sudáfrica y Sudamérica.

## Descripción
Son plantas perennes. Hojas con limbo plano o convoluto. Panícula simple o compuesta, con nudos distantes. Panícula con ramas primarias semiverticiliadas, laxa o densa. Espiguillas con 1 o 2 flores fértiles, y 2-3 lemas terminales muy próximas formando un cuerpo piriforme estéril. Espiguillas con 2 glumas. Glumas casi tan largas como las flores, con 5 nervios, membranosas. Lemas más o menos coriáceas, con dorso redondeado y con 7-12 nervios. Androceo con 3 estambres. Cariopsis fusiforme, negruzca, brillante.

## Taxonomía
El género fue descrito por Carlos Linneo y publicado en Species Plantarum 1: 66–67. 1753.
Etimología
Melica: Nombre genérico que es un antiguo nombre italiano para el sorgo.
Citología
El número de cromosomas es de: x = 9. 2n = 14 (raramente), o 18, o 36. 2 y 4 ploidias. Cromosomas "bastante grandes". Nucléolos desaparecen antes de la metafase.

## Especies
| - Melica acuminata Bol. - Melica adhaerens Hack. - Melica alba Hitchc. - Melica aristata Thunb. - Melica aurantiaca Lam. - Melica bocquetii Talavera - Melica bulbosa Geyer - Melica californica Scribn. - Melica ciliata L. - Melica commutata Steud. - Melica diffusa Walter - Melica elongata Nutt. - Melica frutescens Scribn. - Melica fugax Bol. - Melica geyeri Munro - Melica harfordii Bol. | - Melica imperfecta Trin. - Melica inflata Vasey - Melica micrantha Nutt. - Melica monantha Roseng. - Melica multinervia Vasey - Melica minuta L. - Melica mutica Walter - Melica nutans L. - Melica papilionacea L. - Melica porteri Scribn. - Melica retrofracta Suksd. - Melica scabra Nutt. - Melica spectabilis Scribn. - Melica torreyana Scribn. - Melica uniflora Retz. |